# Țipova, Rezina
Țipova este un sat din cadrul comunei Lalova din raionul Rezina, Republica Moldova.
În împrejurimi este amplasată rezervația peisagistică Țipova și mănăstirea Țipova.

## Istorie
Existența unor biserici rupestre medievale timpurii în spațiul pruto-nistrean este consemnată de împăratul bizantin Constantin al VII-lea Porfirogenet care, la mijlocul secolului al X-lea, menționa că „...pe partea aceasta a râului  (râu identificat cu Nistrul de istoricul Gheorghe Postică) se observă unele urme de biserici și cruci, săpate în gresie; ...dincoace de fluviul Nipru, înspre partea Bulgariei, lângă malurile fluviului, există cetăți părăsite: prima este cetatea numită de pecenegi Aspron (Albă), deoarece pietrele sale par albe; a doua cetate se numește Tungate, a treia Cracnacate, a patra Salmacate, a cincea Sacarate și a șasea Gieucate. În clădirile acestor cetăți vechi se găsesc urme de biserici, cruci tăiate și piatră poroasă; de aceea unii cred că romanii au avut cândva locuințe în locurile acelea.”

## Demografie
În urma recensământului din 2004 rezultă că populația Țipovei era de 314 locuitori. 
| Etnia            | Număr persoane | Procentaj  |
| ---------------- | -------------- | ---------- |
| moldoveni români | 306 3          | 97,5% 1,0% |
| ruși             | 2              | 0,6%       |
| găgăuzi          | 2              | 0,6%       |
| alții            | 1              | 0,3%       |
| Total            | 314            | 100%       |

## Galerie de imagini

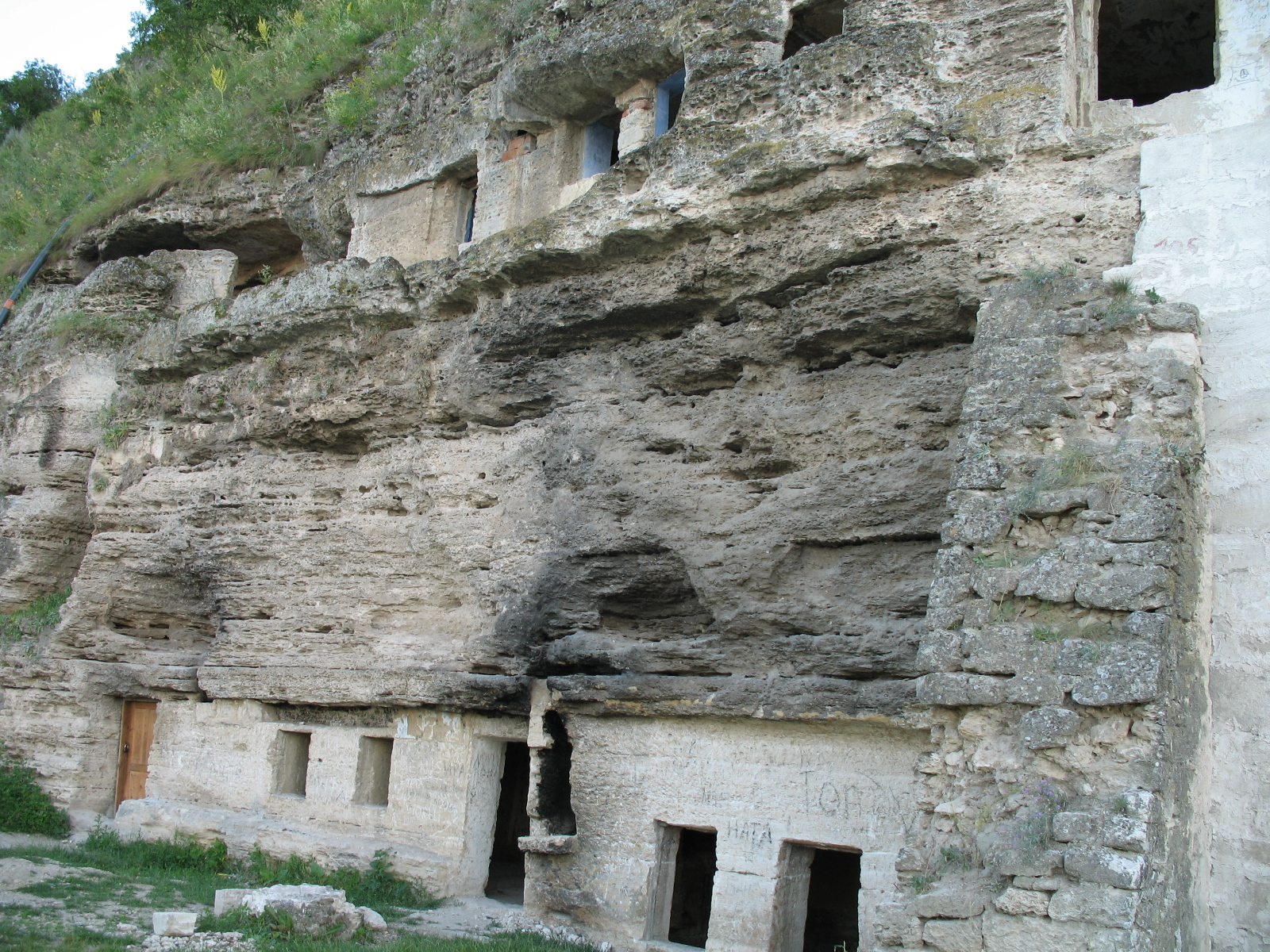
Mănăstirea
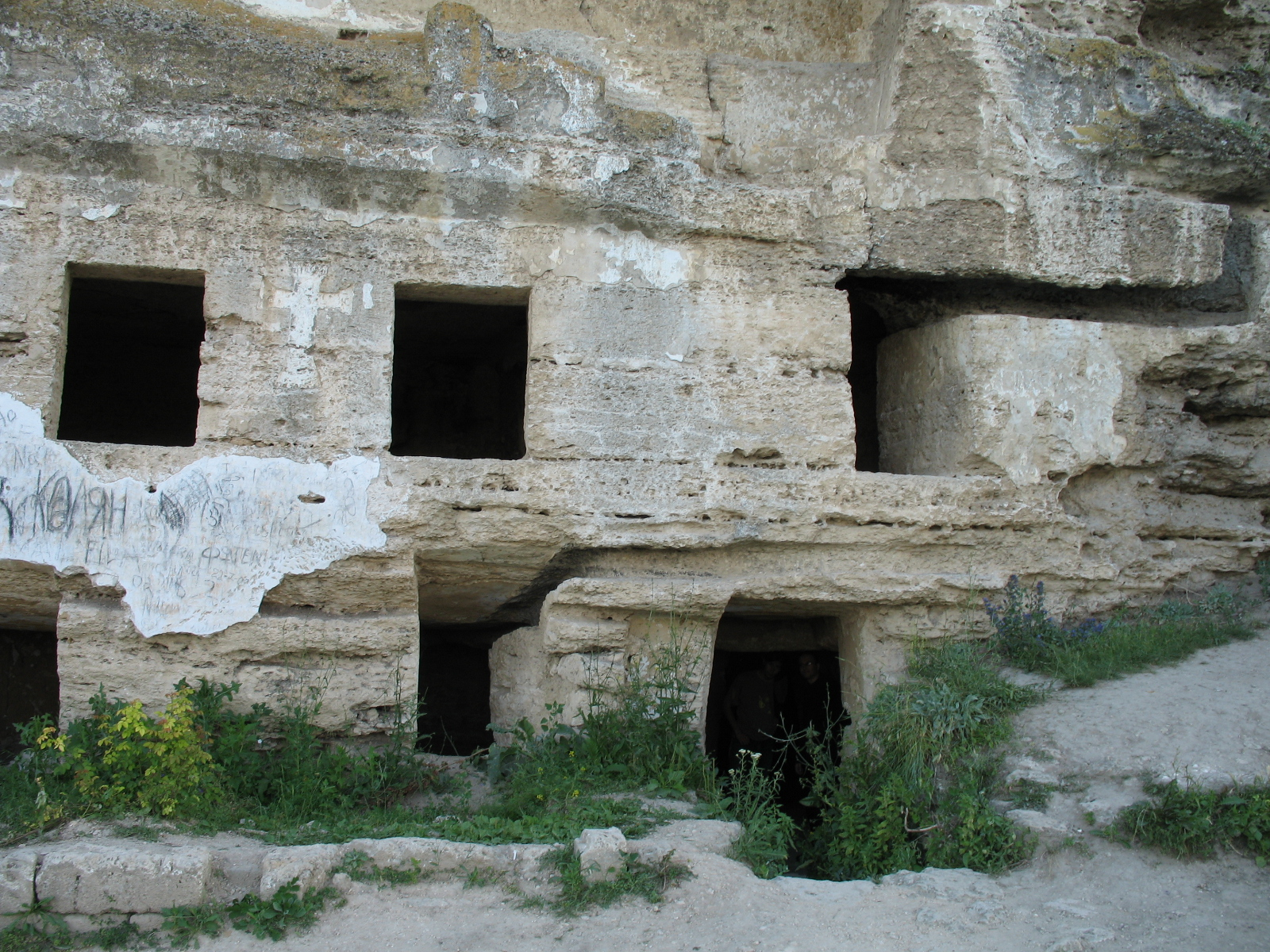
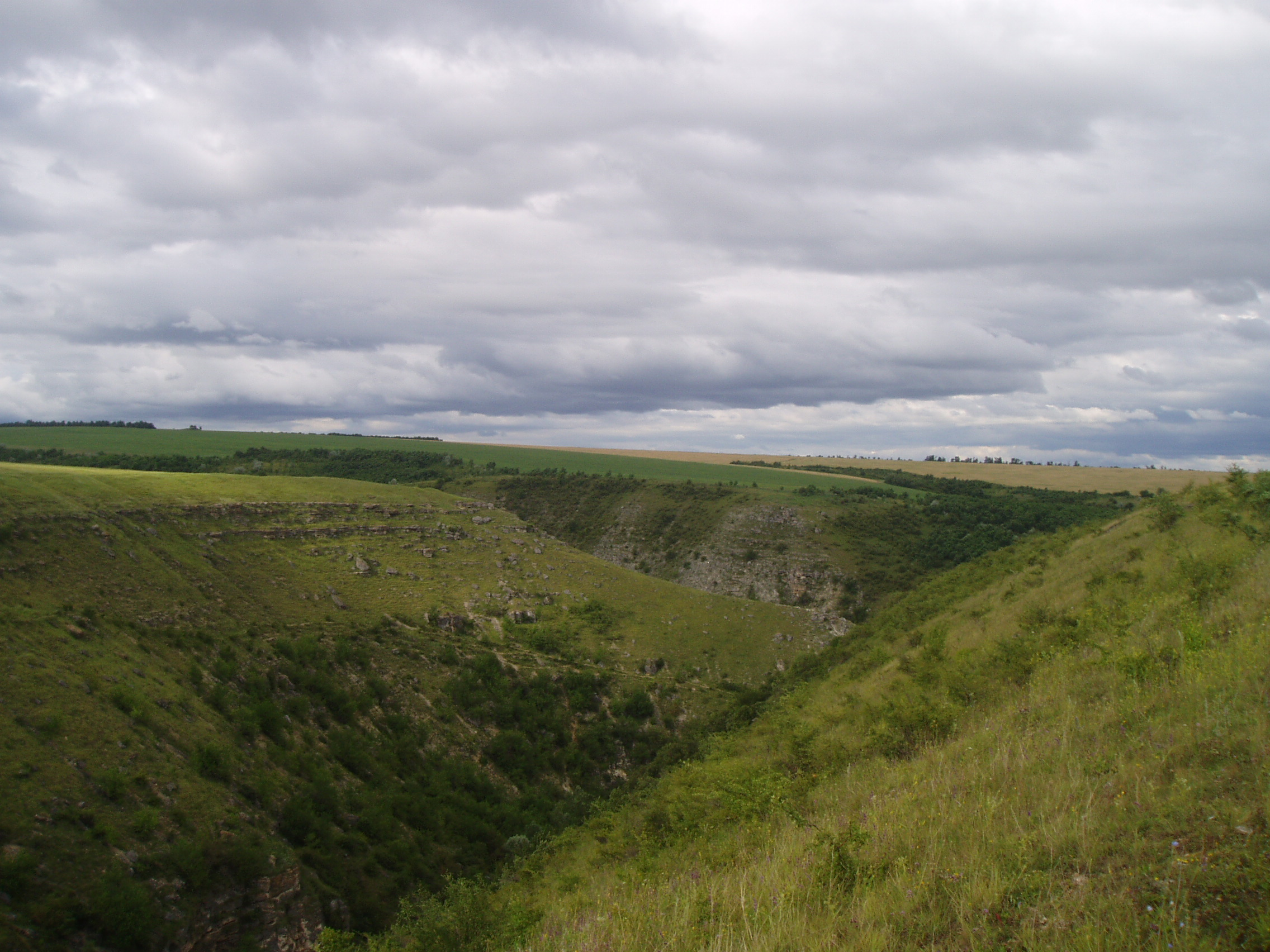
Rezervația
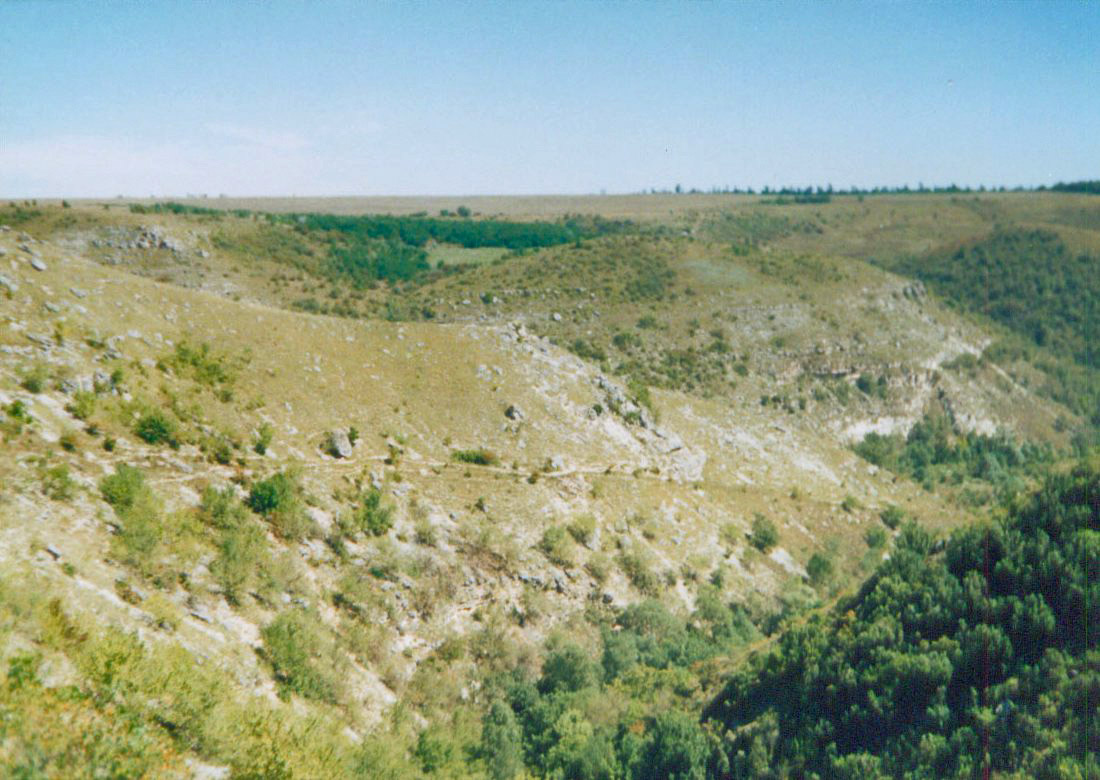